# Trépot
Trépot település Franciaországban, Doubs megyében. Lakosainak száma 558 fő (2022. január 1.). Trépot L’Hôpital-du-Grosbois, Tarcenay-Foucherans, Étalans és Mamirolle községekkel határos.

## Népesség
A település népessége az elmúlt években az alábbi módon változott:
| Lakosok száma | 274  | 361  | 379  | 483  | 519  | 531  | 532  | 540  | 544  | 558  |
|               | 1968 | 1982 | 1990 | 2006 | 2013 | 2015 | 2017 | 2019 | 2020 | 2022 |